# Cantó de Bobigny
El cantó de Bobigny és un cantó francès del departament de Sena Saint-Denis, situat al districte de Bobigny. Des del 2015 té 2 municipis.

## Municipis
- Bobigny (en part)
- Noisy-le-Sec

## Història
| Data d'elecció                           | Identitat         | Partit | Qualitat |
| ---------------------------------------- | ----------------- | ------ | -------- |
| 1967-1993                                | Georges Valbon    | PCF    |          |
| 1993-2001                                | Claude Antony     | PCF    |          |
| 2001-                                    | Abdel-Madjid Sadi | PCF    |          |
| les dades anteriors no són pas conegudes |                   |        |          |
|                                          |                   |        |          |

## Demografia
| A partir de 1990: Població sense dobles comptes |